# Hans Sennewald
Hans Sennewald (født 12. september 1961 i Heckelberg, DDR) er en tysk tidligere roer.
Sennewalds første store internationale resultat kom, da han var med til at vinde VM i firer med styrmand for DDR i 1982. Senere skiftede han til otteren og var med til at vinde VM-sølv i 1987 og 1989 samt VM-bronze i 1990, alle for DDR.
Efter den tyske genforening repræsenterede han Tyskland ved OL 1992 i Barcelona i otteren, og den tyske båd kvalificerede sig i indledende heat til semifinalen som nummer to efter Rumænien, der satte ny olympisk rekord. Tyskerne vandt derpå deres semifinale, men i finalen kunne de ikke helt følge med canadierne og rumænerne, der udkæmpede en tæt kamp om sejren, som canadierne sikrede sig i ny olympisk rekord med få hundrededele af et sekund, så rumænerne fik sølv, mens tyskerne ikke var langt bagefter på tredjepladsen. Den tyske båds besætning bestod foruden Sennewald af Frank Jörg Richter, Thorsten Streppelhoff, Detlef Kirchhoff, Armin Eichholz, Bahne Rabe, Ansgar Wessling, Roland Baar og styrmand Manfred Klein.
I 1993 vandt Sennewald sammen med Kirchhoff VM-sølv i toer uden styrmand.
Sennewald studerede erhvervsøkonomi og kom til at arbejde som skatterådgiver. Han blev også præsident for rosammenslutningen for Mecklenburg-Vorpommern. Hans datter, Ulrike Sennenwald, blev som sin far eliteroer.

## OL-medaljer
- 1992:  Bronze i otter